# Tamara Crețulescu

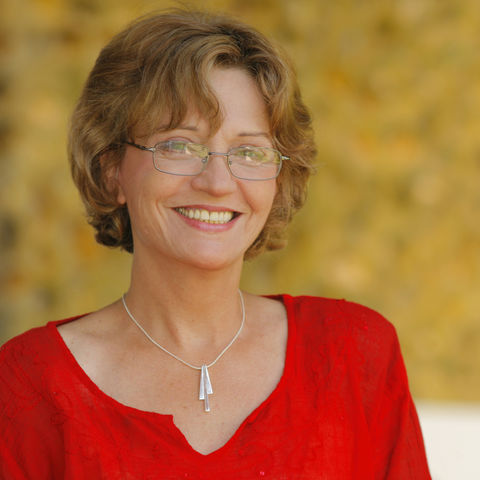
Tamara Crețulescu în 2006

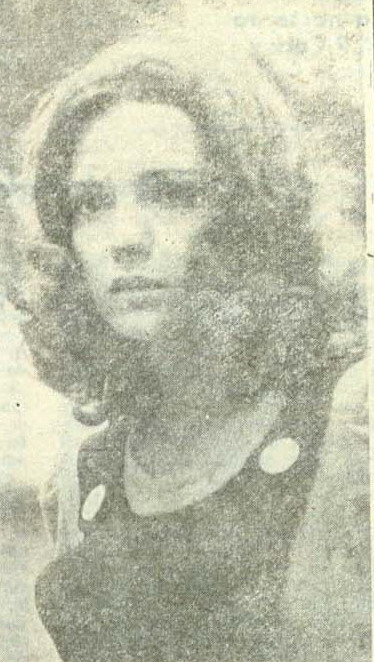
Tamara Crețulescu

Tamara Crețulescu (n. 31 martie 1949, București, România) este o actriță română.

## Biografie
S-a născut la 31 martie 1949 în București pe strada General Cernat nr. 2.
A absolvit Liceul Teoretic Ion Neculce din București în anul 1967, obținând în fiecare an premiul întâi.
A absolvit Institutul de Artă Teatrală și Cinematografică, la clasa profesorilor Constantin Moruzan și Mihai Mereuță, în 1971 cu media generala 10, fiind șefă de promoție, cu diplomă de merit.
Încă din facultate și-a făcut debutul pe scenă, jucând la Teatrul de Comedie în piese precum "Alcor și Mona" după "Steaua fără nume" a lui Mihail Sebastian, în regia Sandei Manu sau "Cher Antoine" de Jean Anouilh, în regia lui Lucian Giurchescu. În stagiunea 1970-1971, ca studentă în anul 4 al ITC, participă la mult îndrăgitul spectacol "Divertisment 70" care s-a jucat pe scena studioului Casandra din București.
După facultate a fost repartizată automat la Teatrul Național din București unde a făcut mai multe roluri memorabile. Are peste 50 de ani de carieră la activ și printre partiturile pentru care publicul o îndrăgește se află "Un fluture pe lampă" de Paul Everac, "Dona Diana", "Jocul Ielelor" și "Danton" de Camil Petrescu, "Apus de soare" de Barbu Ștefănescu Delavrancea, "Richard al III-lea" și "A douăsprezecea noapte" de William Shakespeare, "Fata din Andros" a lui Terențiu, "O scrisoare pierdută" de I. L. Caragiale sau "Exilații" de James Joyce. 
În afara TNB, a jucat în "Pește cu mazăre" de Ana Maria Bamberger, regia Olga Tudorache (Theatrum Mundi, București, 2004);  
A jucat în primul serial de televiziune produs de HBO în România, În derivă, cu o durată totală de aproximativ 4 ore, alături de Marcel Iureș și alți tineri actori îndrăgiți.
În stagiunea curentă 2020 joacă în spectacolul "Tectonica sentimentelor", potrivit site-ului Teatrului Național "I.L. Caragiale din București" 
Între anii 1996-1999, a fost profesor asociat la Universitatea Națională de Artă Teatrală și Cinematografică "I. L. Caragiale" București. A obținut titlul de doctor cu teza de doctorat „Condiția actorului în secolul XX”.
În 2005, Ministerul Educației și Cercetării i-a acordat Diploma de Doctorat, examenul fiind susținut cu teza "Condiția actorului în secolul XX", arată www.cinemagia.ro.
Roluri pe care le-a avut în film au fost: Maria în "Ce lume veselă!", regia Malvina Urșianu, 2002; Nora în "Aici nu mai locuiește nimeni", regia Malvina Urșianu, TV, 1995; a fost Berta în "Ciprian Porumbescu", regia Gheorghe Vitanidis, 1972. Pe marele ecran, Tamara Crețulescu a mai apărut în filme precum: "O vară de neuitat" de Lucian Pintilie, 1994; "Zăpada era caldă" de Constantin Văeni, 1993; "Vacanța cea mare", regia Andrei Blaier, 1988; "Din prea multă dragoste", regia Lucian Mardare, 1985; "Destine romantice", regia Haralambie Boroș, 1981; "Ora zero" de Nicolae Corjos, 1976; "Vis de ianuarie", regia Nicolae Oprițescu, 1975; Muntele ascuns", regia Andrei Băleanu, 1974; "Despre o anume fericire", regia Mihai Constantinescu, 1973

## Filmografie
- Astă seară dansăm în familie (1972)[5]
- Despre o anume fericire (1973)[6]
- Ciprian Porumbescu (1973) - Berta Gorgon, fiica pastorului[7]
- Sub pecetea tainei (1974)
- Muntele ascuns (1975)[8]
- Tufă de Veneția (1977)[9]
- Vis de ianuarie (1979)
- Ora zero (1979)
- Destine romantice (1982)[10]
- Glissando (1984)
- Din prea multă dragoste (1986)
- Vacanța cea mare (1988)[11]
- O vară de neuitat (1994)[12]
- Aici nu mai locuiește nimeni (film TV, 1995)[13]
- Binecuvântată fii, închisoare (2002)[14]
- Ce lume veselă (2003)
- Logodnicii din America (2007)[15]
- În derivă (2010)
- Din dragoste cu cele mai bune intenții (2011)[16]

## Teatru
- Doamna cu voal - „Și cu violoncelul ce facem?” de Matei Vișniec, regia Lavinia Jemna-Oltenau, 2011
- Doamna Pommeray - „Tectonica sentimentelor" de Eric Emmanuel Schmitt, regia Nicolae Scarlat, 2009
- Marina - „Pește cu mazăre” de Ana Maria Bamberger, regia Olga Tudorache, 2004 (la Theatrum Mundi, București)
- Shirley - „Shirley Valentine” de Willy Russell, regia Liliana Cîmpeanu, 2003
- Acompaniatoarea - „Recviem pentru un vis” – One-woman show, adaptare după romanul “Acompaniatoarea” de Nina Berberova, regia Liliana Cîmpeanu, 2003 (la Clubul Prometheus, București)
- Actrița - „Audiție pentru Medeea” de Olga Delia Mateescu, regia Silviu Jicman, 2001
- Larissa - „O batistă în Dunăre” de Dumitru Radu Popescu, regia Ion Cojar, 1997
- Anna Petrovna (Generăleasa) - „Platonov” de A.P. Cehov, regia Ivan Helmer, 1994
- Melanie - „Familia lui John” de Simon Gray, regia Ivan Helmer, 1993
- Bertha - „Exilații” de James Joyce, regia Ivan Helmer, 1992
- Debby - „Cine are nevoie de teatru?” de Timberlake Wertenbaker, regia Andrei Șerban, 1990
- Mira - „Capcana” de Platon Pardău, regia Anca Ovanez Doroșenco, 1989
- Natalia - „Vassa Jeleznova” de Maxim Gorki, regia Ion Cojar, 1988
- Funcționara de la ghișeu - „Domnul Valentino” de Borislav Pekic, regia Horea Popescu, 1987
- Maria Sinești - „Jocul Ielelor” de Camil Petrescu, regia Sanda Manu, 1986
- Viola - „A douăsprezecea noapte” de William Shakespeare, regia Anca Ovanez Doroșenco, 1984
- Prezentator, Ziarist, Țiganca cântăreață - „Ploșnița” de Vladimir Maiakovski, regia Horea Popescu, 1982
- Rosita - „Cavoul de familie” de Pierre Chesnot, regia Sanda Manu, 1980
- Zoe Trahanache – „O scrisoare pierdută” de I.L. Caragiale, regia Radu Beligan, 1979
- Liuba – „Fanteziile lui Fariatiev” de Alla Socolova, regia Anca Ovanez Doroșenco, 1979
- Fata din Andros – „Fata din Andros” de Terențiu, regia Grigore Gonța, 1978
- Asistenta medicală – „Autobiografie” de Horia Lovinescu, regia Cornel Todea, 1978
- Rhea – „Romulus cel Mare” de Friedrich Dürrenmatt, regia Sanda Manu, 1977
- Sybil Greame – „Zoo sau asasinul filantrop” de Jean Vercors Bruller, regia Mihai Berechet, 1976
- Prințul de Walles – „Richard al III-lea” de William Shakespeare, regia Horea Popescu, 1976
- Louise Jelly – „Danton” de Camil Petrescu, regia Horea Popescu, 1974
- Țugulea Moghilă – „Apus de soare” de Barbu Ștefănescu Delavrancea, regia Marietta Sadova, 1973
- Dona Laura – „Dona Diana” de Camil Petrescu, regia Victor Moldovan, 1973
- Varvara – „Furtuna” de Aleksandr Nikolaevich Ostrovski, 1973
- Hannerore Baumgarten – „Un fluture pe lampă” de Paul Everac, regia Horea Popescu, 1972
- Tânăra – „Iadul și pasărea” de Ion Omescu, regia Alexandru Finți, 1972
- Fana – „A doua față a medaliei” de Ion Dezideriu Sârbu, regia Ion Cojar, 1973
- Ioana Boga - „Surorile Boga” de Horia Lovinescu, regia Sorana Coroamă Stanca, 1971
- Marina - „Pește cu mazăre” de Ana Maria Bamberger, regia Olga Tudorache
- Eleva - „Alcor și Mona” după „Steaua fără nume” a lui Mihail Sebastian, regia Sanda Manu
- „Cher Antoine” de Jean Anouilh, regia lui Lucian Giurchescu - debut

## Premii
În 1977 a primit Premiul de creație T.N.B. pentru rolul Elise din piesa "Acord" de Paul Everac. Deține și premiul Uniunii Cineaștilor din România pentru rolul secundar din "O vară de neuitat", regia Lucian Pintilie arata  AGERPRES/(Documentare - Mariana Zbora-Ciurel, editor: Horia Plugaru).